# Киотоская школа
Киотоская школа — близкое к экзистенциализму направление японской философии, основоположником которого является Нисида Китаро. Свое название школа получила от университета в Киото. Знакомство с западной философией вызвало интерес с местной духовно-религиозной традиции, выраженной в форме дзэн-буддизма. Ученик Китаро Ниситани Кэйдзи (1900—1990) углубляет идеи небытия (ку, 空 или му) и самосоздания из него человека (нингэн, 人間). В идее небытия соединяются ничто Хайдеггера и пустота буддизма. Другим учеником Китаро был Танабэ Хадзимэ (1885—1962).
Человек в киотоской школе понимается как социальный индивид (сякайтэки дзико, 社会的自己), создающийся в процессе диалога (айдагара) с другим (нандзи, 汝). Местом этого диалога является пространство-басё (場所). Таким образом, киотоская школа была свободна от индивидуализма и субъективизма, утверждая первичность пространства и общества по отношению к индивидууму. Даже природно-социальные условия, климат (фудо, 風土) влияют на формирование человека. При этом обусловленности внешними силами не наблюдается, так как большую роль отводится спонтанности (мидзукара, 自ら). Именно в процессе сложного взаимодействия наступает самопробуждение личности (дзикаку, 自覚).